# Dubrovka (stanice Moskevského centrálního okruhu)
Dubrovka (rusky Дубровка) je stanice na Moskevském centrálním okruhu. Je pojmenována podle nedaleké stanice na Ljublinsko-Dmitrovské lince metra. Nachází se u jihozápadního zhlaví železniční stanice na Ugrešskaja.

## Charakter stanice
Stanice Ugrešskaja se nachází ve čtvrti Južnoportovyj rajon (Южнопортовый район) jižně od Třetího dopravního okruhu.
Na této stanici funguje jedno ostrovní nástupiště. Přes povrchový vestibul bílé barvy je přístupný  nadchod nad tratí, který propojuje vestibul s nástupištěm, Třetím dopravním okruhem a Druhou ulici mašinostrojenija (2-я улица Машиностроения) na sever od tratě a obchodní centrum Mozaika na jih od tratě.
Z této stanice je možné bezplatně přestoupit na 400 metrů vzdálenou stanici metra Dubrovka na Ljublinsko-Dmitrovské lince, vzdálenost od vyústění nadchodu k vestibulům stanice činí 600-700 metrů. Dále je možno přesednout na stanici Kožuchovskaja na téže lince, která se nachází ve vzdálenosti cca 1 km. Ve vzdálenosti 250 metrů na Šarikopodšipnikovské ulici (Шарикоподшипниковская улица) se nacházejí zastávky veřejné dopravy.